# غيلبرت جيسوب
غيلبرت جيسوب (6 سبتمبر 1906 في المملكة المتحدة - 16 يناير 1990 في المملكة المتحدة) (بالإنجليزية: Gilbert Jessop)‏ هو لاعب كريكت بريطاني وبريطاني (وحمل سابقاً جنسية المملكة المتحدة لبريطانيا العظمى وأيرلندا). لعب مع Cambridgeshire County Cricket Club ‏ ونادي مقاطعة هامبشاير للكريكت ‏ وDorset County Cricket Club ‏ ونادي مارليبون للكريكت ‏.

## وصلات خارجية
- غيلبرت جيسوب على موقع إي آس بي آن كريك إنفو (الإنجليزية)